# Jean-Pierre Arrignon
Jean-Pierre Arrignon (Nantes, 7 de abril de 1943 – París, 13 de abril de 2021) fue un académico e historiador francés. Especialista en Edad Media de la Europa oriental y en Rusia contemporánea, destacó su libro Historia de Europa (1990).

## Biografía
Tras ganar un agregación en Historia, Arrignon continuó sus estudios en la École Pratique des Hautes Études. Defendió una tesis titulada La chaire métropolitaine de Kiev, des origines à 1240 en la Universidad de París 1 Panthéon-Sorbonne en 1986, dirigida por Hélène Ahrweiler. Sus estudios se centraron en el mundo eslavo medieval, así como en la Rusia moderna, en especial en la figura de Vladímir Putin. Enseñó en el Universidad de Poitiers, donde fue decano de la Facultad de Ciencias Humanas. También se desempeñó como profesor asociado en la Universidad Estatal de Yaroslavl, en Rusia.
En 1998, Arrignon se convirtió en miembro del Institut des hautes études de défense nationale (IHEDN) y fue nombrado presidente de la Asociación Regional IHEDN Nord-Pas-de-Calais - Belgique - Luxembourg.  Fue miembro del consejo científico de la Universidad Julio Verne en Picardía y del Comité francés de estudios bizantinos. También fue profesor de historia medieval en la Universidad de Artois,  además de profesor en el Escuela de Estudios Superiores en Ciencias Sociales. 
Jean-Pierre Arrignon murió en París el 13 de abril de 2021, a la edad de 78 años. 

## Distinciones
- Caballero de la Orden Nacional del Mérito
- Oficial de la Orden de las Palmas Académicas
- Doctor honoris causa por la Universidad Estatal de Yaroslavl